# Liste von Dateinamenserweiterungen/A
In dieser Liste sind übliche Dateinamenserweiterungen aufgelistet, die in einigen Betriebssystemen zur Unterscheidung von Dateiformaten verwendet werden. In anderen Betriebssystemen erfolgt die Dateitypenidentifikation hauptsächlich über den Dateivorspann und bei E-Mail-Anhängen hat der MIME-Type eine größere Bedeutung als die Dateinamenserweiterung. Systeme, die nach den beiden letztgenannten Vorgehensweisen verfahren, ignorieren die Erweiterung meist vollständig. 
| Dateinamenserweiterung | MIME-Typ                                                               | Vollständiger Name                                 | Bemerkungen, Verwendung |
| ---------------------- | ---------------------------------------------------------------------- | -------------------------------------------------- | --- |
| .a                     | application/octet-stream                                               | Archiv                                             | Programmbibliothek (Unix); selten: Dateiarchiv |
| .a01, …, .a99          |                                                                        | ARJ Multi-Volume-Archiv                            | Teil eines komprimierten Dateiarchivs |
| .a2l                   |                                                                        | ASAM MCD-2 MC language                             | Beschreibungsdatei für Mess- und Kalibriergrößen von Kraftfahrzeug-Steuergeräten; standardisiert vom ASAM e. V. |
| .a3d                   |                                                                        | ACATEC 3D-Viewing Modell                           | – |
| .a3l                   |                                                                        | Authorware 3.x library                             | – |
| .a3m                   |                                                                        | Authorware MacIntosh-Datei                         | unpackaged |
| .a3w                   |                                                                        | Authorware Windows-Datei                           | unpackaged |
| .a4l                   |                                                                        | Authorware 4.x library                             | – |
| .a4m                   |                                                                        | Authorware MacIntosh-Datei                         | unpackaged |
| .a4p                   |                                                                        | Authorware-Datei                                   | packaged ohne Runtime |
| .a4w                   |                                                                        | Authorware Windows-Datei                           | unpackaged |
| .a5l                   |                                                                        | Authorware 5.x library                             | – |
| .a5w                   |                                                                        | Authorware Windows-Datei                           | unpackaged |
| .aa                    |                                                                        | Audible audio                                      | meist für downloadbare Hörbücher |
| .aac                   | audio/aac, audio/aacp                                                  | Advanced Audio Coding                              | MPEG 2/4 Audio-Datei |
| .aam                   | application/x-authorware-map                                           | Authorware shocked-Datei                           | – |
| .aar                   |                                                                        | Apache-Axis2-Aplication-Archive                    | – |
| .aas                   | application/x-authorware-seg                                           | Authorware shocked packet                          | – |
| .aax                   |                                                                        | Audible audio extended                             | meist für downloadbare Hörbücher |
| .ab                    |                                                                        | Applix-Builder-Datei                               | – |
| .abbu                  |                                                                        | Address Book Backup                                | Adressbucharchiv von Mac OS X |
| .abf                   |                                                                        | Adobe Binary Screen Font                           | – |
| .abc                   | text/vnd.abc                                                           | ABC (Musiknotation)                                | – |
| .abk                   |                                                                        | Backup-Datei                                       | PrintMaster Gold |
| .abk                   |                                                                        | Corel Draw Auto-Backup                             | – |
| .abm                   |                                                                        | Audio-album-Datei                                  | HitPlayer |
| .abo                   |                                                                        | Applix Builder Turbo                               | – |
| .abp                   |                                                                        | AniMake Projektdatei                               | – Kann nur mit AniMake geöffnet werden |
| .abr                   |                                                                        | Adobe brushes                                      | Adobe Photoshop |
| .abs                   |                                                                        | abstract                                           | Zusammenfassung eines (wissenschaftlichen) Dokuments |
| .abs                   |                                                                        | –                                                  | Standard GNU-Compiler-Ausgabe für die PC-Plattform |
| .abs                   |                                                                        | Absolute Database                                  | BDE-Datenbanksystem der Fa. ComponentAce |
| .abw                   |                                                                        | Abiword-Dokument                                   | Textverarbeitung AbiWord |
| .ac3                   | audio/vnd.dolby.dd-raw                                                 | –                                                  | Dolby-Digital-Audio-Datei |
| .aca                   |                                                                        | HTTP animation                                     | Microsoft Agent |
| .aca                   |                                                                        | -                                                  | Project Manager Workbench |
| .acb                   |                                                                        | ACBM Graphic image                                 | Bilddatei |
| .acb                   |                                                                        | –                                                  | AOL Cab Launcher |
| .acc                   |                                                                        | DR-DOS Viewmax-Datei                               | – |
| .acc                   |                                                                        | Accessory                                          | GEM-Zusatzprogramm (für PC-kompatibles DOS und Atari ST) |
| .acd                   |                                                                        | Character definition                               | Microsoft Agent |
| .acd                   |                                                                        | Acid Song File                                     | Acid von Sony Creative Software (Musik-Kompositions-Programm) |
| .acd                   |                                                                        | ArchiCrypt Passwort Safe Datei                     | ArchiCrypt Passwort Safe Version 1 bis 5 |
| .acd                   |                                                                        | PLC Project File                                   | Project file created by Rockwell PLC software |
| .ace                   | application/x-ace-compressed                                           | ace Archiv                                         | Komprimiertes Dateiarchiv |
| .acf                   |                                                                        | HTTP character file                                | Microsoft Agent |
| .aci                   |                                                                        | ACI development appraisal                          | ACIWEB |
| .acl                   |                                                                        | Auto Correct List                                  | Auto-Korrekturliste von MS Word |
| .acl                   |                                                                        | keyboard accelerator file                          | Corel Draw 6 |
| .acl                   |                                                                        | ArchiCrypt Live Datei                              | ArchiCrypt Live Laufwerk Version 1 bis 6 |
| .acm                   |                                                                        | Dynamic Link Library                               | DLL |
| .acm                   |                                                                        | Interplay compressed sound                         | Fallout 1,2, Baldur's Gate |
| .acm                   |                                                                        | –                                                  | Datei im Windows-Systemverzeichnis |
| .aco                   |                                                                        | ArCon Objekt                                       | ArCon Eleco-Objekt-Datei |
| .acp                   |                                                                        | ArCon Projekt                                      | ArCon Eleco-Projekt-Datei |
| .acp                   |                                                                        | Assistant Preview                                  | Microsoft Office |
| .acr                   |                                                                        | American College of Radiology                      | – |
| .acs                   |                                                                        | Character structered storage                       | Microsoft Agent |
| .act                   |                                                                        | Action Presentation                                | – |
| .act                   |                                                                        | Foxdoc Action Diagram                              | Microsoft Visual FoxPro |
| .act                   |                                                                        | Assistant Actor                                    | Microsoft Office |
| .acv                   |                                                                        | –                                                  | verwendet zum (de-)komprimieren von Audiodaten |
| .acxml                 |                                                                        | ArchiCrypt Passwort Safe Datei                     | ArchiCrypt Passwort Safe Version 6 |
| .acyl                  |                                                                        | ArchiCrypt Live Datei                              | ArchiCrypt Live Laufwerk Version 7 und 8 |
| .ad                    |                                                                        | After Dark                                         | Bildschirmschoner |
| .ada                   |                                                                        | Ada source text                                    | non-GNAT |
| .adb                   |                                                                        | Ada source text body                               | GNAT |
| .adb                   |                                                                        | Appointment database                               | HP 100LX Organizer |
| .adc                   |                                                                        | Color Bitmap Graphic                               | Scanstudio 16 |
| .add                   |                                                                        | OS/2 adapter driver                                | Verwendet während des Bootvorganges |
| .adf                   |                                                                        | Amiga disk file                                    | – |
| .adf                   |                                                                        | Adapter Description File                           | Definitionsdatei von IBM |
| .adi                   |                                                                        | AutoCAD device-independent                         | binäres Plotterformat |
| .adi                   |                                                                        | Driver Description                                 | Novell NetWare |
| .adi                   |                                                                        | Aomei Backupper                                    | Backup Image File |
| .adl                   |                                                                        | QEMM Mca adaptor description library               | – |
| .adm                   |                                                                        | After Dark MultiModule                             | Bildschirmschoner (Microsoft) |
| .adm                   |                                                                        | Windows NT policy template                         | – |
| .admx                  |                                                                        | Windows NT policy template (ab Windows Vista)      | – |
| .adn                   |                                                                        | Lotus 1-2-3 Add-In                                 | – |
| .adp                   |                                                                        | Astound Dynamite                                   | – |
| .adp                   |                                                                        | Access Database Project                            | Microsoft Access Projekt |
| .adp                   |                                                                        | Dynamic Page                                       | AOLserver |
| .adp                   |                                                                        | FaxWorks Faxmodem Setup-Datei                      | – |
| .adr                   |                                                                        | After Dark Randomizer                              | Bildschirmschoner |
| .adr                   |                                                                        | Smart Address address book                         | – |
| .adr                   |                                                                        | Opera Bookmark                                     | Lesezeichen des Opera-Browsers |
| .ads                   |                                                                        | Adaa source text specification                     | GNAT |
| .ads                   |                                                                        | ADIS                                               | ADIS: Animal Data Interchange Syntax |
| .adt                   |                                                                        | AdTech Fax                                         | – |
| .adt                   |                                                                        | datafile for card applications                     | HP NewWave |
| .adx                   |                                                                        | Archetype Designer Document                        | – |
| .adx                   |                                                                        | Dynazip Active Delivery script                     | – |
| .adx                   |                                                                        | Lotus Approach dBase Index                         | – |
| .adz                   |                                                                        | Packed ADF                                         | Zip-kompatibel |
| .ae                    |                                                                        | Author/Editor                                      | SoftQuad |
| .aep                   |                                                                        | ArcExplorer project                                | – |
| .aep                   |                                                                        | Adobe After Effects project                        | Animationsprojekt mit Adobe After Effects |
| .af2                   |                                                                        | ABC FlowCharter 2.0 Flowchart                      | – |
| .af3                   |                                                                        | ABC Flowchart                                      | – |
| .afc                   |                                                                        | Apple Sound-Datei                                  | – |
| .afi                   |                                                                        | Truevision Bitmap graphic                          | Bilddatei |
| .afm                   |                                                                        | Adobe font metrics                                 | Dateien, die zu einer PostScript-Schriftart gehören |
| .afm                   |                                                                        | Cardfile application                               | HP NewWave |
| .ag                    |                                                                        | Applix graphic                                     | – |
| .agb                   |                                                                        | Game Boy Advance ROM image                         | Dump eines Nintendo-Game-Boy-Advance-Spiels zur Verwendung in einem Emulator, selten gebräuchliche Erweiterung, eher .gba |
| .agr                   |                                                                        | Xmgrace-Projekt                                    | Projekt-Datei des Plot-Programms Xmgrace |
| .ahk                   |                                                                        | Autohotkey                                         | Scriptdatei der Scriptsprache AutoHotkey |
| .ahn                   |                                                                        | Ahnenblatt Datei                                   | Ahnenblatt |
| .ahn                   |                                                                        | –                                                  | WinAhnen |
| .ai                    | application/postscript                                                 | Adobe Illustrator drawing                          | – |
| .ai                    |                                                                        | Corel Trace drawing                                | – |
| .aif, .aiff            | audio/aiff, audio/x-aiff                                               | Audio Interchange File Format                      | Audiodatei |
| .aifc                  | audio/aiff, audio/x-aiff                                               | Audio Interchange File Format compressed           | komprimiertes Audio Interchange-Format |
| .ail                   |                                                                        | Andorra 2D-Image-List                              | Aneinanderreihung von Bildern in beliebigem Format, die durch Metainformationen ergänzt werden |
| .aim                   | application/x-aim                                                      | AOL Instant Messenger-Startdatei                   | – |
| .ain                   |                                                                        | AIN Compressed archive                             | – |
| .aio                   |                                                                        | APL transfer file                                  | – |
| .ais                   |                                                                        | ACDSee Image Sequence                              | – |
| .ais                   |                                                                        | Velvet Studio Instruments                          | – |
| .ais                   |                                                                        | Array of Intensity Samples                         | Graphikdatei – Xerox |
| .aix                   |                                                                        | Cardfile Application data                          | HP NewWave |
| .akw                   |                                                                        | –                                                  | Enthält A-Schlüsselwörter für RoboHELP Help Project Index Designer |
| .akz                   |                                                                        | Akzent-Datei                                       | - |
| .alaw                  |                                                                        | European Telephony audio                           | – |
| .alb                   |                                                                        | Album                                              | JASC Image Commander |
| .ale                   |                                                                        | AvidLogExchange                                    | wird vom Schnittprogramm AVID (TM) benötigt, *.ale-Dateien sind die Grundlage für das Batch-capture-Verfahren d. h. Einladen/Digitalisieren von Mediendaten (von Bändern unter anderem) mit Hilfe von Listen, in denen die genauen In- und Out-Punkte der zu ladenden „Clips“ per Timecode (hh:mm:ss:frfr) aufgelistet sind. Enthalten unter anderem In- und Out-Punkte, Name des Clips, Bezeichnung/Kommentar, Bandname... |
| .ali                   |                                                                        | Dokument                                           | SAP proprietary format |
| .alias, .als           |                                                                        | Alias Image                                        | |
| .als                   |                                                                        | Ableton Live Songfile                              | Audio-Recordingsoftware der Firma Ableton |
| .all                   |                                                                        | Arts & Letters Library                             | – |
| .all                   |                                                                        | General printer information                        | WordPerfect für Windows |
| .all                   |                                                                        | Song und Style Files                               | GEM WS Serie Keyboards |
| .all                   |                                                                        | Steinberg Cubase                                   | Cubase-Song-Datei |
| .alo                   |                                                                        | Alamo-Datei                                        | Darstellung von Modellen im Computerspiel Star Wars: Empire at War |
| .alt                   |                                                                        | WordPerfect Library Menu                           | – |
| .alt                   |                                                                        | alte Version                                       | Sicherheitskopie einer Datei |
| .alv                   |                                                                        | (MIS) Alea View                                    | MIS ALEA-Ansichtsdefinition, inzwischen Bestandteil von PM Office Plus (Hersteller Infor) |
| .alz                   |                                                                        | ALZip                                              | Komprimierte Dateien mit dieser Dateinamenserweiterung können mit dem Programm 'ALZip' verarbeitet werden. |
| .am                    |                                                                        | Applix SHELF Macro                                 | – |
| .am                    |                                                                        | App-Magic                                          | - |
| .am1                   |                                                                        | Adventure-Maker                                    | - |
| .amc                   |                                                                        | Ant Movie Catalog                                  | - |
| .amdb                  |                                                                        | App-Magic-Datenbank                                | - |
| .amf                   |                                                                        | Asylum (module/music) (format/file)                | Trackermodul (Musikformat) des Digital Sound and Music Interface |
| .amf                   |                                                                        | Advanced Module Format                             | Musikdatei |
| .amg                   |                                                                        | ACTOR System image                                 | – |
| .amg                   |                                                                        | AMGC Compressed archive                            | – |
| .ami                   |                                                                        | Annotation file                                    | CoCreate OneSpace Designer |
| .aml                   |                                                                        | ASAM MCD-2 MC meta language                        | Beschreibungsdatei für schnittstellen-spezifische Größen (vgl. .a2l); standardisiert vom ASAM e. V. |
| .aml                   |                                                                        | AutomationML                                       | XML Format zur objektorientierten Beschreibung von Anlagenplanungsdaten; IEC 62714 |
| .amlx                  |                                                                        | AutomationML                                       | Komprimiertes Format zur objektorientierten Beschreibung von Anlagenplanungsdaten; standardisiert in IEC 62714-1 Ed 2.0 |
| .ampp                  |                                                                        | App-Magic Programm-Paket                           | - |
| .amr                   |                                                                        | Adaptive MultiRate                                 | Audiodaten |
| .ams                   | text/x-ansi(inoffiziell)                                               | ANSI music                                         | ANSI-BBS-Textdatei mit ANSI-Musik |
| .ams                   |                                                                        | Extreme's Tracker module                           | – |
| .ams                   |                                                                        | Velvet Studio music module                         | – |
| .amz                   |                                                                        | Amazon Digital Music Download                      | Metainformationen für den Amazon MP3 Downloader in Form von XML-, früher Base64-Daten |
| .an                    |                                                                        | Textdatei                                          | Sterling Software: Groundworks COOL Business Team Model |
| .an8                   |                                                                        | Anim8or                                            | menschenlesbares (!) Dateiformat des 3D-Animationsprogramms Anim8or |
| .anc                   |                                                                        | Canon Computer Pattern Maker                       | Liste von Farbmustern |
| .ani                   | application/x-navi-animation                                           | Animierter Cursor                                  | Mauszeiger-Grafik |
| .anim                  |                                                                        | Animation                                          | Animation (Amiga) |
| .anm                   |                                                                        | DeluxPaint-Animation                               | – |
| .anm                   |                                                                        | Abstract Network Model                             | Austauschformat für Verkehrsnetzdaten zwischen den Verkehrssimulatoren VISSIM und VISUM |
| .ann                   |                                                                        | Windows 3.x Help annotation                        | – |
| .ans                   | text/x-ansi(inoffiziell)                                               | ANSI                                               | Textdatei mit ANSI-Escapesequenzen, z. B. ANSI-Art |
| .ant                   |                                                                        | SimAnt saved game XML Apache ANT Datei             | - Apache Ant Build Script Datei im XML Format |
| .aob                   |                                                                        | Audio Objects                                      | Auf DVD-Audio-Discs |
| .aoi                   |                                                                        | Art of Illusion – 3D-Szene                         | – |
| .aol                   |                                                                        | America Online-Datei                               | – |
| .aos                   | application/x-nokia-9000-communicator-add-on-software                  | Add-on software                                    | Nokia 9000 |
| .aot                   |                                                                        | Application bindery object template                | Bindery-Version der .axt-Datei, erzeugt von Novell SnAppShot. Diese Datei wird von Novell ZENworks für die Softwareverteilung gelesen. |
| .ap                    |                                                                        | Applix Presents                                    | – |
| .ap                    |                                                                        | WHAP Compressed Amiga archive                      | Komprimiertes Dateiarchiv |
| .ap4                   |                                                                        | Prozessdatei                                       | ibo Process-Designer |
| .apc                   |                                                                        | Compiled application                               | Centura Team Developer |
| .apc                   |                                                                        | Druckertreiber                                     | Lotus 1-2-3 |
| .apd                   |                                                                        | Dynamic application library                        | Centura Team Developer |
| .apd                   |                                                                        | Druckertreiber                                     | Lotus 1-2-3 |
| .ape                   |                                                                        | Ape (engl. für Affe)                               | Monkey’s-Audio-Dateien, verlustfrei komprimierendes Audioformat |
| .apf                   |                                                                        | Druckertreiber                                     | Lotus 1-2-3 |
| .apf                   |                                                                        | Allaire Project File                               | erstellt von Homesite |
| .api                   |                                                                        | Application Program Interface                      | verwendet von Adobe Acrobat |
| .api                   |                                                                        | Druckertreiber                                     | Lotus 1-2-3 |
| .apk                   | application/vnd.android.package-archive                                | Android Package                                    | Installationsdatei für Android-Anwendungen |
| .apl                   |                                                                        | APL Workspace file                                 | Workspace in APL |
| .apl                   |                                                                        | ArcPad Layer-Datei                                 | Projektdatei von ArcPad, einer mobilen Anwendung aus der Produktgruppe ArcGIS |
| .apl                   |                                                                        | Application library                                | Centura Team Developer |
| .app                   |                                                                        | Application Generator Object                       | dBase |
| .app                   |                                                                        | Executable Application                             | Ausführbare Dateien für GEM/ViewMAX (PC-kompatible DOS und Atari ST) |
| .app                   |                                                                        | Executable Application                             | Container für Programme bzw. Application Bundles unter macOS (bzw. OS X, Mac OS X, Rhapsody, OPENSTEP, NeXTStep) |
| .app                   |                                                                        | Generated Application                              | Microsoft Visual FoxPro |
| .app                   |                                                                        | Normal mode application                            | Centura Team Developer |
| .app                   |                                                                        | Symphony Add-in Application                        | – |
| .appcache              | text/cache-manifest                                                    | Application Cache                                  | Cache Manifest |
| .apr                   |                                                                        | ArcView-Projektdatei                               | ArcView GIS 3.x |
| .apr                   |                                                                        | Employee Appraiser Performance Review              | – |
| .apr                   |                                                                        | Lotus Approach View                                | Ansichtsdatei des Datenbankverwaltungsprogramms Approach von IBM/Lotus |
| .aps                   | application/mime                                                       | Advanced patching systems                          | ähnlich wie IPS mit Fehlerkontrolle |
| .aps                   |                                                                        | –                                                  | Microsoft Visual C++ file (Resource Editor) |
| .apt                   |                                                                        | Lotus Approach Data view                           | – |
| .apt                   |                                                                        | Text mode application                              | Centura Team Developer |
| .apx                   |                                                                        | Appexpert database                                 | Borland C++ |
| .apx                   |                                                                        | Lotus Approach Paradox-Specific information        | – |
| .aq                    |                                                                        | Applix data                                        | – |
| .aqf                   |                                                                        | Analyzer Queries and Filters                       | Actix |
| .arc, .ark             | application/octet-stream                                               | SQUASH/Alexa Archiv                                | Komprimiertes Dateiarchiv |
| .arf                   |                                                                        | Automatic Response                                 | BMC Remedy Action Request System |
| .arff                  |                                                                        | Attribute-Relation File Format                     | Weka-Datei für Maschinelles Lernen |
| .ari                   |                                                                        | ARI Compressed archive                             | Komprimiertes Dateiarchiv |
| .ari                   |                                                                        | Aristotle audio                                    | – |
| .arj                   | application/arj, application/octet-stream                              | Archive Robert Jung                                | Komprimiertes Dateiarchiv |
| .arl                   |                                                                        | AOL v4.0 organizer                                 | – |
| .arr                   |                                                                        | Steinberg Cubase                                   | Cubase Arrangement-Datei |
| .art                   | image/x-jg                                                             | AOL Image                                          | Bilddatei, komprimiert mit dem Johnson-Grace-Kompressionsalgorithmus |
| .art                   | image/x-jg                                                             | Canon Crayola art                                  | Bilddatei |
| .art                   |                                                                        | Clip Art                                           | – |
| .art                   |                                                                        | First Publisher Raster graphic                     | Bilddatei |
| .art                   |                                                                        | Ray Tracer-Datei                                   | – |
| .art                   |                                                                        | Xara Studio drawing                                | – |
| .artx                  |                                                                        | Artisteer                                          | – |
| .artx                  |                                                                        | belightsoft Text Art                               | – |
| .arw                   |                                                                        | Sony RAW                                           | Bilddatei im Rohdatenformat |
| .arx                   |                                                                        | ARX Compressed Archive                             | Komprimiertes Dateiarchiv |
| .arxml                 |                                                                        | AUTOSAR language                                   | XML-Datei gemäß AUTOSAR-Standard |
| .arv                   |                                                                        | Automatic Response                                 | BMC Remedy Action Request System |
| .as                    |                                                                        | Applix Spreadsheet                                 | Tabellenkalkulation |
| .as                    |                                                                        | ActionScript                                       | Actionscript-Datei (Flash Scriptsprache) |
| .asa                   |                                                                        | -                                                  | Microsoft Visual InterDev |
| .asc                   | text/plain, application/pgp-signature                                  | ASCII-Datei                                        | Textdatei, ASCII-codiert (möglicherweise PGP-verschlüsselt oder enthält PGP-Schlüssel) |
| .ascx                  |                                                                        | ASP.NET Control                                    | – |
| .asd                   |                                                                        | Astound Presentation                               | – |
| .asd                   |                                                                        | Bildschirmtreiber                                  | Lotus 1-2-3 |
| .asd, .asf             | video/x-ms-asf                                                         | Advanced Streaming Format                          | Audio-/Videodatei |
| .asd                   |                                                                        | AutoSave-Datei                                     | WinWord |
| .ase                   |                                                                        | Farbfeldaustausch                                  | Adobe Datei (Adobe Swatch Exchange) |
| .ase                   |                                                                        | Velvet Studio Sample                               | – |
| .asec                  |                                                                        | Android secure encrypted file                      | Format zum Verschlüsseln von Android-Anwendungen (.apk-Dateien), das mit Version 2.2 im Mai 2010 eingeführt wurde. |
| .asf                   |                                                                        | Bildschirmschriftart                               | Lotus 1-2-3 |
| .asf                   |                                                                        | StratGraphics Datafile                             | – |
| .ash                   |                                                                        | Assembly language header                           | TASM 3.0 |
| .asi                   |                                                                        | Assembler Include file                             | Borland C++ bzw. Turbo C |
| .asl                   |                                                                        | Style-Datei                                        | Adobe Photoshop |
| .asm                   | text/x-asm                                                             | Assembler-Quellcode                                | – |
| .asm                   |                                                                        | Pro/E assembly                                     | – |
| .asm                   |                                                                        | Solid Edge Assembly                                | – |
| .asmdot                |                                                                        | Assembly Template                                  | Baugruppenvorlage SolidWorks, CAD |
| .aso                   |                                                                        | Astound Dynamite Object                            | – |
| .asp                   |                                                                        | Active Server Pages                                | Server-Skript-Datei |
| .asp                   |                                                                        | Astound Presentation                               | – |
| .asp                   | text/asp                                                               | Setup- und Verbindungsscript                       | Procomm Plus |
| .aspx                  |                                                                        | ASP.NET Seite                                      | – |
| .ass                   |                                                                        | Advanced SubStation Alpha                          | Advanced-SubStation-Alpha-Untertiteldatei |
| .ast                   |                                                                        | Astound multimedia file                            | – |
| .ast                   |                                                                        | assistant                                          | Claris Works |
| .asv                   |                                                                        | DataCAD Autosave-Datei                             | – |
| .asv                   |                                                                        | Matlab Autosave-Datei                              | – |
| .asx                   |                                                                        | CA BrightStor ARCserve Backup script               | – |
| .asx                   | application/x-mplayer2, video/x-ms-asf, video/x-ms-asf-plugin          | Microsoft Advanced Streaming Redirector            | – |
| .at2                   |                                                                        | Auto Template                                      | Aldus Persuasion 2.0 |
| .atf                   |                                                                        | APL Transfer-file                                  | Exportformat für APL (Programmiersprache) |
| .atm                   |                                                                        | Adobe Type Manager data/info                       | – |
| .atm                   |                                                                        | Atmosphere                                         | Atmosphäreneinstellungen für Terragen |
| .atn                   |                                                                        | Aktionendatei                                      | Adobe Photoshop |
| .atr                   |                                                                        | –                                                  | Floppyimage für 8 bit Atari-Emulatoren |
| .att                   |                                                                        | AT&T Group 4 bitmap                                | Bilddatei |
| .atw                   |                                                                        | AnyTime Deluxe for Windows                         | – |
| .au                    | audio/basic, audio/x-au                                                | Audio U-law                                        | Audio-Datei (Sun-Format) |
| .au                    |                                                                        | –                                                  | AICC-Kursbeschreibung |
| .aud                   |                                                                        | Audio file                                         | Westwood Studios (Kyrandia 3, C&C, RedAlert, C&C:TS) |
| .aup                   |                                                                        | easyLEARN Author Project                           | Projekt-Datei des easyLEARN Autoren-Systems SDN AG |
| .aup                   |                                                                        | Audacity-Projektdatei                              | Projektdatei des Musikprogramms Audacity |
| .aut                   |                                                                        | AutoIt Script                                      | AutoIt-Script-Datei bis v. 2.64 |
| .aut                   |                                                                        | easyLEARN Author-Lernmittelbeschreibung            | Beschreibung der Lernmittel in easyLEARN Autor-Projekten SDN AG. |
| .au3                   |                                                                        | AutoIt v3 Script                                   | AutoIt-Script-Datei ab v. 3.x |
| .aux                   |                                                                        | Auxiliary Dictionary                               | ChiWriter |
| .aux                   |                                                                        | Auxiliary Reference                                | TeX bzw. LaTeX |
| .aux                   |                                                                        | Geospatial Imaging ERDAS IMAGINE and LPS Data File | Metadaten für nicht-ERDAS IMAGINE raster file Formate |
| .ava                   |                                                                        | Avagio Publication                                 | – |
| .avb                   |                                                                        | Virusinfizierte Datei                              | Inculan Anti-Virus |
| .ave                   |                                                                        | Avenue-Script                                      | ArcView GIS 3.x |
| .avi                   | application/x-troff-msvideo, video/avi, video/msvideo, video/x-msvideo | Audio Video Interleave                             | Containerdatei für Video und Audio Streams (Windows) |
| .avif                  | image/avif                                                             | AV1 Image File Format                              | Ein Grafikformat für Rastergrafiken, das auf dem Videokompressionverfahren AOMedia Video 1 (AV1) basiert. |
| .avp                   |                                                                        | Symbolpalette                                      | ArcView GIS 3.x |
| .avr                   |                                                                        | Audio Visual Research                              | – |
| .avs                   |                                                                        | Application Visualization System                   | – |
| .avs                   | video/avs-video                                                        | Stardent AVS-X Image                               | – |
| .avx                   |                                                                        | Erweiterung (Extension)                            | ArcView GIS 3.x |
| .aw                    |                                                                        | Applix Words                                       | – |
| .aw                    |                                                                        | Textdokument                                       | HP AdvanceWrite |
| .awd                   |                                                                        | FaxView Document image                             | – |
| .awdb                  |                                                                        | Access Walker Datenbank                            | – |
| .awk                   |                                                                        | AWK Script/Program                                 | – |
| .awm                   |                                                                        | Animation Works Movie                              | – |
| .awr                   |                                                                        | Telsis                                             | Audiodaten |
| .aws                   |                                                                        | StatGraphics Data                                  | – |
| .axe                   |                                                                        | Microsoft-AutoRoute-Karte                          | – |
| .axl                   |                                                                        | ArcIMS XML project                                 | – |
| .axt                   |                                                                        | ASCII application object template                  | Text-Version der .aot-Datei, erzeugt von Novell SnAppShot. Enthält alle Änderungen auf der Arbeitsstation. |
| .axt                   |                                                                        | Microsoft AutoRoute-Vorlage                        | – |
| .azk                   |                                                                        | Elektronisches Antrags-/Angebotsverfahren des Bund | Mit easy-Software können Sie die Formulare für die Beantragung von Fördermitteln des Bundes am PC ausfüllen und ausdrucken. |
| .azw                   |                                                                        | Amazon Word                                        | Amazon Kindle eBook-Format |